# دان غيلمور
دان غيلمور (بالإنجليزية: Dan Gillmor)‏ هو كاتب وصحفي في التكنولوجيا الأمريكية. وهو مدير مركز نايت لريادة وسائل الإعلام الرقمية في كلية والتر كرونكيت للصحافة والاتصال الجماهيري بجامعة ولاية أريزونا، وزميل في مركز بيركمان للإنترنت والمجتمع بجامعة هارفارد.

## مهنته
قبل أن يصبح صحفيًا، عمل غيلمور كموسيقي لمدة سبع سنوات. خلال العام الدراسي 1986-1987، كان زميلًا لصحافة ميشيغان في جامعة ميشيغان في آن أربور، حيث درس التاريخ والنظرية السياسية والاقتصاد. وعمل غيلمور في العديد من الصحف في فيرمنت.
من عام 1994 إلى عام 2005، كان غيلمور كاتب رئيسي في صحيفة سان خوسيه ميركوري نيوز، وخلال هذه الفترة أصبح مؤرخًا رائدًا. ابتداء من أكتوبر 1999، كتب مدونة على شبكة الإنترنت لصحيفة ميركوري نيوز، والتي يعتقد أنها كانت الأولى من قبل صحفي لشركة إعلامية تقليدية.